# Le Plein du vide
 (octobre 2017).
Le Plein du vide (chinois : 盈与虚 ; pinyin : yíng yǔ xū) est une œuvre de musique contemporaine composée par Xu Yi en 1997 à la villa Médicis. D'inspiration chinoise, Xu Yi affirme l'avoir créée à partir du yi-king (jeu traditionnel chinois) et l'œuvre reprendrait le courant de pensée taoïste : rien n'est blanc, rien n'est noir, tout est gris (voir aussi le Yin-Yang).

## L'œuvre
Le Plein du vide est une œuvre écrite pour quatorze musiciens et un dispositif acoustique spatialisé, huit haut-parleurs reliés à une table de mixage qui diffuse des enregistrements de neuf bandes magnétiques.
L'œuvre pour 14 instruments et dispositif électronique spatialisé en huit pistes, par l'Ensemble orchestral contemporain de Lyon, sous la direction de Daniel Kawka.